# Viktorin Michajlovič Molčanov
Viktorin Michajlovič Molčanov (rusky Викторин Михайлович Молчанов; 23. lednajul./ 4. února 1886greg. Čistopol – 10. ledna 1975 San Francisco) byl ruský voják, generálporučík Dálněvýchodní armády a jeden z nejdéle vzdorujících bílých generálů. Vedl vojska bílých na ruském Dálném východě v oblasti okolo řeky Amur v jejich závěrečných bojích s rudou přesilou. Ještě v listopadu 1921 při poslední velké ofenzívě bílých na Dálném východě dobyl Chabarovsk, ale následně byl v únoru 1922 poražen rudou přesilou v bojích u Voločajevky a musel uprchnout do zahraničí. Přes Čínu odešel do USA, kde napsal své memoáry.